# نيفيس
نيفيس هي جزيرة في البحر الكاريبي، وتقع بالقرب من الطرف الشمالي من أرخبيل جزر الأنتيل الصغرى، على بعد حوالى 220 ميلا (350 كيلومترا) جنوب شرق بورتو ريكو وخمسين ميلا (80 كيلومترا) إلى الغرب من أنتيغوا. الجزيرة التي تبلغ مساحتها 93 كيلومتر مربع هي جزء من القوس الداخلي من سلسلة جزر ليورد من جزر الهند الغربية. عاصمة نيفيس هي شارلستون.

علم الجزيرة

تشكل نيفيس، جنبا إلى جنب مع جزيرة سانت كيتس، يشكلان اتحاد سانت كيتس ونيفيس. وتفصل بين الجزيرتين كيلومترين من المياة الضحلة، والمعروفة باسم «يضيق». نيفيس هي مخروطة الشكل، مع القمة البركانية لقمة نيفيس، في وسطها. ومهدب الجزيرة في الأرباع الغربي والشمالي من الشواطئ الرملية التي تتكون من مزيج من الرمال البنية والسوداء والأعشاب امرجانية البيضاء، تآكلت وغسلت من الصخور البركانية التي شكلت الجزيرة اليوم.
وأطلق على الجزيرة آولي («أرض المياه الجميلة») من قبل الكاريب والدلسينا («الجزيرة الحلوه») التي أقام بها المستوطنون البريطانيون في وقت مبكر. الاسم، نيفيس، مشتق من الإسبانية، نوسترا سينيورا دي لاس نيفيس (وهو ما يعني سيدة الثلوج)، ويظهر اسمها في أولى الخرائط في القرن السادس عشر. نيفيس معروفة أيضاً بلقب «ملكة الكاريبي»، وهو ما حصل في القرن 18، عندما خلقت مزارع قصب السكر في ثروة كبيرة للبريطانيين.
نيفيس لها أهمية تاريخية خاصة بالنسبة للأميركيين لأنها هي المكان الذي ولد فية ألكسندر هاملتون، وهو من أوائل من أنشئوا الولايات المتحدة الأمريكية. من جانب بريطانيا نيفيس كانت المكان الذي كان متمركزا فية هوراشيو نلسون، نقيب البحر الشباب، وحيث التقى وتزوج من نيفيسية، فرانسيس نيسبت، أرملة شابة مالكة لمزرعة.
الغالبية العظمى من المواطنين من حوالي 12,000 نيفيسي هم في المقام الأول من أصل أفريقي. اللغة الإنجليزية هي اللغة الرسمية، ومعدل معرفة القراءة والكتابة هي 98 في المئة، هي واحدة من أعلى المعدلات في نصف الكرة الغربي.

## أعلام
- روبرت كروس
- جون غوري